# Цах, Антон фон
Анто́н фо́н Ца́х (нем. Anton Freiherr von Zach; венг. Zách Antal; 14 мая 1747, Пешт — 22 ноября 1826, Грац) — австрийский военный деятель венгерского происхождения, начальник штаба австрийской армии в Италии в период Наполеоновских войн. Известен своим пленением во время битвы при Маренго 14 июня 1800 года, которое оказало значительное влияние на исход сражения и кампании в целом.

## Биография
Происходил из мещан. Образование получил в Инженерной академии и в 1765 году поступил на службе в австрийскую армию. Служил в Генштабе и в 1783 году получил чин капитана.
В 1789 году отличился при взятии Белграда. Ещё будучи майором, некоторое время состоял профессором Нейшдтадской военной академии.
С 1793 года подполковник пионерного корпуса.
В 1799 году назначен начальником штаба Итальянской армии фельдмаршала М. Меласа и вскоре произведен в чин генерал-майора.
В битве при Маренго (14 июня 1800 года) был взят в плен.
4 февраля 1801 года – возведён в баронское достоинство 
В кампании 1805 года состоял начальником штаба Итальянской армии эрцгерцога Карла.
В 1810—1813 годах — губернатор Ольмюца.
15 мая 1825 года – получил звание генерала-фельдцейхмейстера (Feldzeugmeister) австрийской службы.
Составил записки о полевых укреплениях, их атаке и обороне, о началах маневренного искусства. Автор большого числа статей по геодезии и военно-инженерному делу.

## Австро-турецкая война и повышение
Принимал участие в австро-турецкой войне 1788-1790 годов. Отличился при взятии Белграда (Belgrad), где по приказу фельдмаршала графа Лаудона (Ernst Gideon von Laudon) (1717-1790) командовал батареей на Военном острове (Kriegsinsel) и способствовал капитуляции крепости, за что был награждён званием майора (Major). После окончания боевых действий вернулся к своим обязанностям в Академии.

## Участие в войне с Францией
С началом кампании 1793 года против французов в Австрийских Нидерландах (Osterreichischen Niederlanden), Антон Цах сформировал и возглавил Пионерный корпус (Pioniercorp). Отличился в сражении 23 мая 1793 года при Фамаре (Famars). С 24 мая по 28 июля 1793 года участвовал в осаде Валансьена (Valenciennes). 1 августа 1793 года был произведён в подполковники (Oberstlieutenant). С 1794 года состоял при штабе фельдмаршал-лейтенанта Болье (Johann Peter (Jean-Pierre) Beaulieu de Marconnay) (1725-1819), участвовал в сражении 26 июня 1794 года при Флерюсе (Fleurus). 29 октября 1795 года отличился при штурме линий Майнца (Mainzer Linien), за что 18 ноября 1795 года был награждён чином полковника.

## Участие в кампаниях 1799-1800 годов
4 ноября 1799 года: Участвовал в сражении при Геноле (Genola).
14 июня 1800 года: В битве при Маренго Антон Цах руководил преследованием отступающих французских войск. Однако контрудар свежих сил под командованием генерала Дезе (Louis-Charles-Antoine Desaix de Veygoux) (1768-1800) переломил ход сражения. 
Цах, оказавшись отрезанным от основных сил у деревни Сан-Джулиано (San Giuliano), был вынужден капитулировать вместе с 2000 солдат.
В том же месяце Цах был обменян на французского генерала Сульта (1769-1851), взятого в плен 13 мая 1800 года в бою при Монте-Крето (Monte-Creto).

## Битва при Маренго и пленение
В битве при Маренго Антон Цах занимал должность начальника штаба и командовал центром австрийской армии. 14 июня 1800 года, в ходе сражения, главнокомандующий австрийской армией генерал Михаэль фон Мелас, получив ранения, был вынужден покинуть поле боя для оказания медицинской помощи. Командование над австрийскими войсками временно было возложено либо на генерала Кайма, либо на самого Цаха.
По одним данным, Цах, после получения приказа, поскакал к передовой линии войск. Вскоре после этого он был пленён французским солдатом из 2-го кавалерийского полка. Обстоятельства пленения точно не установлены, однако, факт захвата столь высокопоставленного офицера, оказал деморализующее действие на австрийские войска.
Удивление Меласа было крайне велико, когда Наполеон, воспользовавшись пленением Цаха, начал переговоры об условиях капитуляции австрийской армии, которая на тот момент, казалось, одерживала победу. Пленение начальника штаба, по сути, лишило австрийцев координации и управления войсками.
После заключения 9 февраля 1801 года Люневильского мира (Frieden von Luneville) Антон фон Цах был назначен военным губернатором Венецианской области .

## Отношения с сослуживцами и оценки
Антон Цах не происходил из дворянской среды, что вызывало неприязнь у значительной части офицерского корпуса австрийской армии, состоявшего преимущественно из аристократов. Известна резкая характеристика, данная ему Меласом своему преемнику на посту командующего в Италии, графу Генриху Иоганну фон Беллегарду: 
«Вы видите этого маленького человека, у него душа такая же чёрная, как и его лицо».
Тем не менее, граф Беллегард, признавая профессиональные качества Цаха, оставил его на должности начальника штаба. Ранее, в 1799 году, о Цахе положительно отзывался и фельдмаршал Александр Суворов, который, отмечая его компетентность, энергичность и профессионализм, при этом называл его “унтеркунфтом” – своего рода кабинетным генералом, оторванным от реалий поля боя.

## Кампании 1805 года
- 1 сентября 1805 года: Получил звание фельдмаршал-лейтенанта.
- В ходе кампании против французов в 1805 году состоял генерал-квартирмейстером Итальянской армии эрцгерцога Карла (Carl Ludwig Johann Joseph Laurentius von Оsterreich-Teschen) (1771-1847).
- Участвовал в сражениях:
  - 29-31 октября 1805 года при Кальдиеро (Caldiero)
  - 12 ноября 1805 года при Таглиаменто (Tagliamento)

## Кампании 1809 года
- 9 июля 1806 года: Назначен военным губернатором Триеста
- В кампанию 1809 года командовал корпусом Итальянской армии эрцгерцога Иоганна (Iohann Baptist Iosef Fabian Sebastian von Habsburg) (1782-1859).
- Осадил Пальманову (Palmanova), однако, под давлением превосходящих сил генерала Макдональда (Jacques-Etienne-Joseph-Alexandre Macdonald) (1765-1840), вынужден был отступить в Хорватию (Kroatien).
- Соединившись с войсками фельдмаршал-лейтенанта Гиулая (Ignaz Gyulai von Maros-Nemeth und Nadaska) (1763-1831), с 13 июня по 22 июля 1809 года участвовал в обороне Граца.

## Семья
С 29 июня 1779 года был женат на Анне фон Мольтке (Anna von Moltke) (1759-1832). У них было три дочери:
1. Тереза (Theresa von Zach) (1780-1854)
2. Мария Ангелика Вильгельмина (Maria Angelika Wilhelmine von Zach) (1784-1855)
3. Йозефа (Josepha von Zach) (1781-1857)

## Поздние годы и отставка
- 20 октября 1810 года: Назначен военным комендантом крепости Ольмюц.
- 1 марта 1825 года: Получил звание генерала-фельдцейхмейстера.
- 22 ноября 1825 года: Вышел в отставку.

## Смерть
Умер 22 ноября 1826 года в Граце в возрасте 79 лет.

## Награды и звания
- Коммандор ордена Леопольда (Оsterreichisch-Kaiserliche Leopold-Orden) (7 января 1809 года).
- Кавалер Военного ордена Марии-Терезии (13 октября 1799 года).
- Шеф 15-го пехотного полка (15 Infanterieregiment «Graf d,Alton») (23 сентября 1807 года).

## Труды
Антон фон Цах являлся автором записок о полевых укреплениях, их атаке и обороне, о началах маневренного искусства, а также статей по геодезии и военно-инженерному делу.

Среди его работ:
«Vorlesungen uber die Feldbefestigung, Angriff und Vertheidigung» (1783 год)
«Elemente der Manovrirkunst» (1815 год).